# گاکوی
گاکوی (به لاتین: Gaqoi) یک منطقهٔ مسکونی در جمهوری خلق چین است که در منطقه خودمختار تبت واقع شده‌است. گاکوی
- نفر جمعیت دارد.